# Вернандер, Александр Петрович
Александр Петрович Вернандер (13 января 1844 — 1918) — русский инженер-генерал (с 6 декабря 1906 года).

## Биография
Из дворян. Образование получил в Павловском кадетском корпусе (1862), Николаевском инженерном училище (1863) и Николаевской инженерной академии (1868). В 1870 году прикомандирован к инженерной академии для чтения лекций по строительству, в 1878 году утверждён преподавателем академии.
Участник русско-турецкой войны 1877—1878. С 1883 руководил строительством Варшавских укреплений на левом берегу Вислы. С 24 декабря 1890 года начальник Варшавского крепостного артиллерийского управления, с 28 февраля 1895 года — помощник начальника Главного инженерного управления.
С 28 октября 1897 года по 11 сентября 1907 года начальник Главного инженерного управления. 11 сентября 1904 года переведен на должность товарища генерал-инспектора по инженерной части (великого князя Петра Николаевича), а 6 февраля 1909 года занял должность генерал-инспектора, руководил подготовкой инженерных частей к войне. Пользовался большим авторитетом среди военных инженеров.
В 1907—1908 годах входил в состав Совета государственной обороны. В 1906 году возглавил комиссию по усилению Владивостокской крепости, а в 1910 году назначен особо уполномоченным лицом по руководству усилением обороны Владивостока.
Со 2 мая 1912 года — помощник военного министра В. А. Сухомлинова, курировал все инженерные вопросы военного ведомства.
22 марта 1915 года назначен членом Государственного совета, с оставлением в должности помощника военного министра.
12 июня 1915 назначен временно управляющим Военным министерством, приняв дела от военного министра, генерал-адъютанта, генерала от кавалерии В. А. Сухомлинова.
13 июня 1915 сдал должность назначенному управляющим Военным Министерством генералу от инфантерии А. А. Поливанову, и уволен, по прошению, от должности помощника военного министра, с оставлением членом Государственного совета.
После октябрьского переворота 1917 года остался в Петрограде, в середине июля 1918 года был арестован ВЧК. Расстрелян.